# Common
Common, wcześniej Common Sense, właśc. Lonnie Rashid Lynn Jr. (ur. 13 marca 1972 w Chicago w stanie Illinois) – amerykański raper i aktor.

## Życiorys
Lonnie Jr. miał sześć lat, kiedy jego rodzice się rozwiedli. Common działalność artystyczną rozpoczął z trio C.D.R., które otwierało koncerty m.in. N.W.A i Big Daddy Kane’a. Raper musiał zrezygnować z muzykowania z kolegami, kiedy rozpoczął studia na Florida A&M University. Nauka nie potrwała jednak długo i już w 1992 roku zadebiutował singlem „Take It EZ”, który zapowiadał jego debiutancką płytę, Can I Borrow a Dollar?, opatrzoną pseudonimem Common Sense.

## Dyskografia

### Albumy
- Can I Borrow a Dollar? (1992)
- Resurrection (1994)
- One Day It'll All Make Sense (1997)
- Like Water for Chocolate (2000)
- Electric Circus (2002)
- Be (2005)
- Finding Forever (2007)
- Universal Mind Control (2008)
- The Dreamer/The Believer (2011)
- Nobody’s Smiling (2014)
- Black America Again (2016)
- Let Love (2019)
- A Beautiful Revolution Pt. 1 (2020)
- A Beautiful Revolution Pt. 2 (2021)
- The Auditorium, Vol. 1 (z Pete Rockiem) (2024)

### Kompilacje
- Thisisme Then: The Best of Common (2007)
- Go! Common Classics (2010)[1]

### Single
| Rok  | Tytuł                                   | Pozycje na listach | Pozycje na listach | Pozycje na listach | Pozycje na listach | Album                        |
| Rok  | Tytuł                                   | US Hot 100         | US R&B/Hip-Hop     | US Rap             | UK Singles Chart   | Album                        |
| ---- | --------------------------------------- | ------------------ | ------------------ | ------------------ | ------------------ | ---------------------------- |
| 1992 | „Take It E-Z”                           |                    |                    | 5                  | –                  | Can I Borrow a Dollar?       |
| 1992 | „Breaker 1/9"                           |                    |                    | 10                 | –                  | Can I Borrow a Dollar?       |
| 1993 | „Soul by the Pound”                     |                    |                    | 7                  | –                  | Can I Borrow a Dollar?       |
| 1994 | „I Used to Love H.E.R.”                 |                    | 91                 | 31                 | –                  | Resurrection                 |
| 1995 | „Resurrection”                          |                    | 88                 | 22                 | –                  | Resurrection                 |
| 1997 | „Reminding Me (Of Sef)”                 |                    | 57                 | 9                  | –                  | One Day It’ll All Make Sense |
| 1999 | „1-9-9-9” (gośc. Sadat X & Talib Kweli) |                    | 41                 | 4                  | –                  | Soundbombing, Vol. 2         |
| 2000 | „The Light”                             | 44                 | 12                 | 13                 | –                  | Like Water for Chocolate     |
| 2000 | „The Sixth Sense”                       |                    | 87                 | 14                 | –                  | Like Water for Chocolate     |
| 2000 | „Geto Heaven, Pt. 2"                    |                    | 61                 |                    | –                  | Like Water for Chocolate     |
| 2002 | „Come Close” (gośc. Mary J. Blige)      | 65                 | 21                 | 18                 | –                  | Electric Circus              |
| 2005 | „The Corner” (gośc. The Last Poets)     | –                  | 42                 | –                  | –                  | Be                           |
| 2005 | „Go!” (gośc. John Mayer & Kanye West)   | 79                 | 31                 | 21                 | 79                 | Be                           |
| 2005 | „Testify”                               | –                  | 44                 | –                  | –                  | Be                           |
| 2007 | „A Dream” (gośc. Will.i.am)             | –                  | 116                | –                  | –                  | Freedom Writers soundtrack   |
| 2007 | „Play Your Cards Right” (gośc. Bilal)   | –                  | –                  | –                  | –                  | Smokin’ Aces soundtrack      |
| 2007 | „The People” (gośc. Dwele)              | 111                | 55                 | –                  | –                  | Finding Forever              |
| 2007 | „The Game” (gośc. DJ Premier)           | –                  | –                  | –                  | –                  | Finding Forever              |
| 2007 | „Drivin’ Me Wild” (gośc. Lily Allen)    | –                  | –                  | –                  | 56                 | Finding Forever              |
| 2007 | „I Want You” (gośc. Will.i.am)          | 112                | 32                 | 21                 | –                  | Finding Forever              |

## Filmografia
| Rok       | Film                                             | Rola                     |
| --------- | ------------------------------------------------ | ------------------------ |
| 2003      | Przyjaciółki (Girlfriends)                       | Omar (gościnnie)         |
| 2004      | Game Over                                        | głos                     |
| 2004      | One on One                                       | Darius (gościnnie)       |
| 2006      | As w rękawie (Smokin’ Aces)                      | sir Ivy                  |
| 2007      | Amerykański gangster                             | Turner Lucas             |
| 2008      | Królowie ulicy (Street Kings)                    | Coates                   |
| 2008      | Wanted – Ścigani (Wanted)                        | Gunsmith                 |
| 2009      | Terminator: Ocalenie (Terminator Salvation)      | Barnes                   |
| 2009      | Dow Jones                                        | Dow Jones                |
| 2010      | Nocna randka (Date Night)                        | Collins                  |
| 2010      | Wygrać miłość (Just Wright)                      | Scott McKnight           |
| 2011      | Single Ladies                                    | Mayor Howard (gościnnie) |
| 2011      | Happy Feet: Tupot małych stóp 2 (Happy Feet Two) | Seymour (głos)           |
| 2011      | Sylwester w Nowym Jorku (New Year’s Eve)         | Żołnierz                 |
| 2011–2012 | Hell on Wheels                                   | Elam Ferguson            |
| 2012      | LUV                                              |                          |
| 2012      | The Odd Life of Timothy Green                    |                          |
| 2013      | Pawn                                             | Jeff Porter              |
| 2013      | Iluzja                                           | Evans                    |
| 2016      | Barbershop 3: Na Ostro                           | Rashad                   |
| 2016      | Legion samobójców                                | Monster T.               |
| 2017      | John Wick 2                                      | Cassian                  |
| 2018      | Ocean ognia                                      | Kontradmirał John Fisk   |

## Nagrody/Nominacje
- BET Awards
  - 2006: Best Male Hip-Hop Artist, nominacja
  - 2003: Video of the Year („Love of My Life (Ode to Hip-Hop)”), nagroda
  - 2003: Viewer’s Choice („Love of My Life (Ode to Hip-Hop)”), nominacja
  - 2003: Best Collaboration („Love of My Life (Ode to Hip-Hop)”), nominacja

- BET Hip Hop Awards
  - 2006: Element Award- Lyricist of the Year, nagroda
  - 2006: Hip-Hop Video of the Year („Testify”), nominacja
  - 2007: Lyricist of the Year, nagroda
  - 2007: CD of the Year: „Finding Forever” nagroda

- Black Reel Awards
  - 2003: Best Film Song („Love of My Life (Ode to Hip-Hop)”), nagroda

- Grammy Awards
  - 2006: Best Rap Performance by a Duo or Group („The Corner”), nominacja
  - 2006: Best Rap/Sung Collaboration („They Say”), nominacja
  - 2006: Best Rap Album (Be), nominacja
  - 2006: Best Rap Solo Performance („Testify”), nominacja
  - 2003: Best Song Written for a Motion Picture/Television Movie („Love of My Life (An Ode to Hip-Hop)”), nominacja
  - 2003: Best R&B Song („Love of My Life (An Ode to Hip-Hop)”), nagroda
  - 2003: Best Urban/Alternative Performance („Love of My Life (Ode to Hip-Hop)”), nominacja
  - 2001: Best Rap Solo Performance („The Light „), nominacja

- Image Awards
  - 2006: Outstanding Music Video („Testify”), nominacja
  - 2006: Outstanding Male Artist, nominacja
  - 2003: Outstanding Duo or Group („Love of My Life (Ode to Hip-Hop)”), nominacja
  - 2003: Outstanding Song („Love of My Life (Ode to Hip-Hop)”), nominacja
  - 2003: Outstanding Music Video („Love of My Life (Ode to Hip-Hop)”), nominacja

- MTV Video Music Awards
  - 2006: Best Hip-Hop Video („Testify”), nominacja
  - 2005: Best Hip-Hop Video („Go”), nominacja
  - 2003: MTV2 Award („Come Close”), nominacja
  - 2001: Best Hip-Hop Video („Geto Heaven Remix T.S.O.I.”), nominacja

- Soul Train Awards
  - 2006: Best R&B/Soul Single by a Duo or Group („Supastar”), nominacja
  - 2006: Best Music Video („Testify”), nominacja

- Vibe Awards
  - 2005: Reelest Video („The Corner”), nominacja
- Nagroda Akademii Filmowej
  - 2015: Music – Original Song („Glory”), Oscar